# Ekaterina Samoutsevitch
 (janvier 2013).
Ekaterina Samoutsevitch (en russe : Екатерина Самуцевич), née le 9 août 1982  à Moscou, est une programmeuse informatique, artiste et militante politique russe. Elle est principalement connue pour être membre du groupe de punk-rock féministe russe Pussy Riot.

## Biographie
Ekaterina Samoutsevitch nait à Moscou en 1982 dans une famille soviétique de la classe moyenne[Quoi ?]. Elle est enfant unique et va souvent chez ses grands-parents. Sa mère est professeur de dessin dans une école et son père travaille dans un institut de recherche.
Douée pour les mathématiques et la physique, elle intègre l’université des énergies dont elle est diplômée en février 2005. Après des difficultés à trouver un emploi dans le secteur privé, elle est embauchée dans une entreprise d’État qui fabrique des sous-marins en tant que programmeuse informatique, notamment pour le K-152 Nerpa. Elle travaille pendant deux ans dans cette entreprise. Ensuite, elle intègre l’école de multimédia et de photos Rodtchenko à Moscou, là où selon son professeur "son projet final fut un des meilleurs que notre école a connus durant son histoire".

## Militantisme
Son passage au militantisme politique est progressif. Elle réfléchit beaucoup à la société russe quand elle est à l’université : elle y voit de nombreux problèmes non résolus, comme par exemple l’inégalité économique, surtout dans les années 1990 avec Eltsine.
Membre du groupe anarchiste d'art Voïna, elle participe à la création du groupe Pussy Riot, né de la rencontre de gens proches de l’opposition, de l’art contemporain, de la musique et de l’art féministe.
Avec Nadejda Tolokonnikova et Maria Alekhina, elle est arrêtée en mars 2012 puis condamnée le 17 août 2012 à deux années de colonie pénitentiaire pour avoir réalisé une performance contre Poutine dans la cathédrale du Christ-Sauveur de Moscou.
Elle est libérée de manière anticipée le 10 octobre 2012. Quelques jours après, interrogée par le magazine Russkiï reporter, elle s’exprime sur l’avenir de Pussy Riot, la prison et les conséquences de la prière punk. Ses deux codétenues sont libérées en décembre 2013.

## Au cinéma
Ekaterina Samoutsevitch apparaît dans le film documentaire Pussy Riot: A Punk Prayer (2013).